# Bataille du col de Bonari

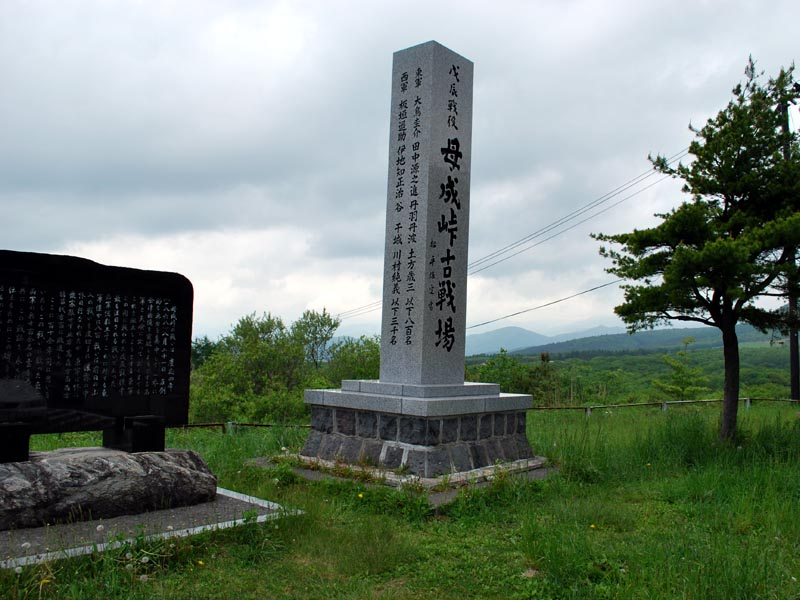
Monument sur l’ancien champ de bataille du col de Bonari

La bataille du col de Bonari (母成峠の戦い) est une bataille de la guerre de Boshin au Japon. Elle s'est déroulée le 6 octobre 1868 (calendrier grégorien) ou 21 août (calendrier lunaire). La passe de Bonari est un accès stratégique à la limite du fief d'Aizu.
La bataille opposa une force de 700 hommes - comprenant d'anciens soldats du Shogunat (Denshūtai et Shinsen gumi) menés par Ōtori Keisuke et Saitō_Hajime, des troupes d'Aizu et des soldats de divers domaines du nord - à 2 000 hommes favorables au gouvernement impérial.
Dépassées en nombre, les troupes du Shogunat ont dû battre en retraite vers le nord à Sendai, où la flotte de Enomoto Takeaki était prête à les évacuer vers Hokkaidō. Cette fuite d'Aizu a facilité l'avance impériale.
Trois jours plus tard, les troupes impériales ont atteint le château d'Aizuwakamatsu et l'ont assiégé pendant la bataille d'Aizu.

## Source de la traduction
- (en) Cet article est partiellement ou en totalité issu de l’article de Wikipédia en anglais intitulé « Battle of Bonari Pass » (voir la liste des auteurs).